# All Kinds of Everything
«All Kinds of Everything» (укр. Усе навколо) — пісня авторства Деррі Ліндсея та Джекі Сміта, виконана співачкою Даною та яка перемогла на конкурсі пісні Євробачення-1970 з 32 балами. Це була перша перемога Ірландії на цьому конкурсі.
Пісня — про те, що «все нагадує про коханого».
Пісня піднімалася до 25-ї позиції в Go-Set Australian charts, до 1-ї позиції в Списку синглів № 1 Великої Британії, де трималася два тижні (всього 16 тижнів у чарті), та ін.
На честь цієї пісні Дана назвала в 2007 свою автобіографію.